# Алгоритм бога
Алгори́тм Бо́га — понятие, возникшее в ходе обсуждения способов решения кубика Рубика. Термин может также быть использован в отношении других перестановочных головоломок. Под алгоритмом Бога головоломки подразумевается любой алгоритм, который позволяет получить решение головоломки, содержащее минимально возможное число ходов (оптимальное решение), начиная с любой заданной конфигурации.
Один из пионеров математической теории кубика Рубика Дэвид Сингмастер так описывает появление термина:

Джон Конвей, один из крупнейших специалистов по теории групп в мире, отметил, что Кубик подчиняется так называемым законам сохранения (или чётности), а это означает, что некоторые движения просто невозможны. Либо Конвей, либо один из его коллег в Кембридже определил кратчайший путь из любого данного состояния назад к начальному состоянию как «Алгоритм Бога».
Оригинальный текст (англ.)John Conway, one of the world's greatest group theorists, observed that the Cube obeys what are known as conservation (or parity) laws, meaning that some moves are simply not possible. Either Conway or one of his colleagues at Cambridge defined the shortest route from any given position back to the starting position as „God's Algorithm.“
— Дэвид Сингмастер

## Определение
Алгоритм Бога может существовать для головоломок с конечным числом возможных конфигураций и с конечным набором «ходов», допустимых в каждой конфигурации и переводящих текущую конфигурацию в другую. Термин «решить головоломку» означает — указать последовательность ходов, переводящих некоторую начальную конфигурацию в некоторую конечную конфигурацию. Оптимально решить головоломку — указать самую короткую последовательность ходов для решения головоломки. Оптимальных решений может быть несколько.
К известным головоломкам, подпадающим под это определение, относятся кубик Рубика, Ханойская башня, Игра в 15, Солитер с фишками, различные задачи о переливании и перевозке («Волк, коза и капуста»). Общим для всех этих головоломок является то, что они могут быть описаны в виде графа, вершинами которого являются всевозможные конфигурации головоломки, а рёбрами — допустимые переходы между ними («ходы»).
Во многих подобных головоломках конечная конфигурация негласно предполагается, например, в «пятнашках» — упорядоченное расположение косточек, для кубика Рубика — одноцветность граней. В этих случаях «собрать головоломку» означает, что требуется для произвольной начальной конфигурации указать последовательность ходов, приводящих в фиксированную конечную конфигурацию.
Алгоритм решает головоломку, если он принимает в качестве исходных данных произвольную пару начальной и конечной конфигураций (или только начальную конфигурацию, если конечная конфигурация зафиксирована) и возвращает в качестве результата последовательность ходов, переводящих начальную конфигурацию в конечную (если такая последовательность существует, в противном случае, алгоритм сообщает о невозможности решения). Оптимальное решение содержит минимально возможное количество ходов.
Тогда алгоритм Бога (для данной головоломки) — это алгоритм, который решает головоломку и находит для произвольной пары конфигураций хотя бы одно оптимальное решение.
Некоторые авторы считают, что алгоритм Бога должен также быть практичным, то есть использовать разумный объём памяти и завершаться в разумное время.

Пусть G — группа перестановочной головоломки (с заданным порождающим множеством), v — вершина графа Кэли группы G. Найти эффективный, практичный алгоритм для определения пути из v в вершину v0, связанную с нейтральным элементом, длина которого равна расстоянию от v до v0. [...] Этот алгоритм называется алгоритмом Бога.
Оригинальный текст (англ.)Let G be the group of a permutation puzzle (with a fixed generating set) and let v be a vertex in the Cayley graph of G. Find an effective, practical algorithm for determining a path from v to the vertex v0 associated to the identity having a length equal to the distance from v to v0. [...] This algorithm is called God’s algorithm.
— Дэвид Джойнер
Практичность можно понимать по-разному. Так, существуют компьютерные программы, позволяющие за приемлемое время найти оптимальное решение для произвольной конфигурации кубика Рубика. В то же время аналогичная задача для кубика 4×4×4 на данный момент остаётся практически неосуществимой. Для некоторых головоломок существует стратегия, позволяющая в соответствии с простыми правилами определить оптимальное решение вручную, без помощи компьютера.
Альтернативное определение алгоритма Бога: от алгоритма не требуется нахождения всей последовательности ходов; вместо этого достаточно найти первый ход оптимального решения, приближающий к цели и переводящий в новую конфигурацию. Два определения являются эквивалентными: повторное применение алгоритма к новой паре конфигураций снова находит ход оптимального решения, что позволяет получить всю последовательность ходов оптимального решения.

## Число Бога
Числом Бога данной головоломки называется число n, такое, что существует хотя бы одна конфигурация головоломки, оптимальное решение которой состоит из n ходов, и не существует ни одной конфигурации, длина оптимального решения которой превышает n. Другими словами, число Бога — это точная верхняя грань множества длин оптимальных решений конфигураций головоломки.
Число Бога для кубика Рубика размером 3х3х3 клетки равно 20 — это диаметр графа Кэли группы кубика Рубика.
В общем случае (для произвольной перестановочной головоломки), число Бога равно не диаметру графа Кэли группы головоломки, а эксцентриситету вершины, соответствующей «собранному» состоянию головоломки.

## Примеры
- Кубик Рубика 3 × 3 × 3 всегда может быть решён не более чем в 20 ходов (считая за один ход поворот любой из 6 граней на 90 или 180 градусов). Известны конфигурации, требующие для сборки не менее 20 ходов. Таким образом, «число Бога» кубика Рубика равно 20[9].
- Если разрешены лишь повороты граней на 90 градусов (но не на 180 градусов, которые возможны, но при этом засчитываются за два хода), «число Бога» кубика Рубика равно 26[10].
- Число Бога кубика 2 × 2 × 2 равно 11 ходам, если поворот грани на 180° считается за 1 ход, или 14 ходам, если поворот грани на 180° считается за 2 хода. Небольшое (3 674 160) количество конфигураций кубика 2 × 2 × 2 позволило вычислить алгоритм Бога (в виде оптимального решения для каждой конфигурации) ещё в 80-х годах[11].
- Число Бога пирамидки Мефферта равно 11[12].
- Трёхцветный кубик, противоположные грани которого окрашены одинаково. Число конфигураций трёхцветного кубика равно

В марте-апреле 2012 года было установлено, что число Бога трёхцветного кубика равно 15 FTM, 17 QTM или 14 STM (согласно метрике STM, поворот любого среднего слоя также считается за 1 ход).
- «Пятнашки» могут быть решены в 80 «коротких»[14] или 43 «длинных»[15] ходов в худшем случае (под «короткими» ходами подразумеваются перемещения отдельных костяшек, а под «длинными» — перемещения целых рядов из 1, 2 или 3 костяшек). Для обобщённых пятнашек (с бо́льшим, чем 15, количеством костяшек) задача поиска кратчайшего решения является NP-полной[16].

- Для Ханойской башни алгоритм Бога существует при любом количестве дисков, но с добавлением дисков число ходов растёт экспоненциально[17].